# Albin Csáky
Hrabě Albin Csáky de Körösszeg et Adorján (19. dubna 1841, Krompachy, Rakouské císařství – 15. prosince 1912, Budapešť, Rakousko-Uhersko), byl spišský a šarišský župan (1867–1889), v letech 1888–1894 ministr náboženství a vzdělání ve vládě Kálmána Tiszy, od roku 1900 do roku 1906 a znovu v letech 1910-1912 předseda horní sněmovny uherského parlamentu a v letech 1880–1892 předseda Uherského karpatského spolku.

## Životopis
Studoval v Levoči a právnické vzdělání získal na univerzitě v Budapešti. V září roku 1866 se v oženil s Annou Bolza (1847–1925). Z manželství vzešli synové István (1867–1892), László (1869–1909). Károly (1873–1945) a Imre (1882–1961) a tři dcery. 
Albin Csáky byl liberálním politikem, během působení v ministerské i v nejvyšší funkci horní sněmovny usiloval o politické reformy církve (povinné uzavírání civilních sňatků a registraci narozených dětí na matrikách, zreformoval školství a mnohé jiné).
Jako předseda Uherského karpatského spolku prosazoval ve Vysokých Tatrách výstavbu silnice, namísto starší cesty, mezi Štrbským Plesem a Tatranskou Kotlinou, stavbu turistických stezek mezi Štrbským Plesem a Popradským plesem, ve Velické dolině, Studených dolinách a v okolí Zeleného plesa. V době jeho předsednictví byla v Popradu postavena budova Karpatského muzea, zvýšila se úroveň spolkových ročenek, vyšla publikace o desetiletí organizované turistiky a byl schválen statut horských vůdců. Hrabě Csáky byl po odstoupení z funkce předsedy spolku zvolen v roce 1892 doživotním předsedou čestným. Pochován je v Bijacovcích.